# Wendell Butcher
Wendell Ralph Butcher, född den 28 mars 1914 i Worthington i Minnesota, död den 18 december 1988 i Memphis i Tennessee, var en amerikansk utövare av amerikansk fotboll som spelade för Brooklyn Dodgers i National Football League (NFL) från 1938 till 1942 efter att ha spelat collegefotboll för Gustavus Adolphus College.

### Webbkällor
- ”Wendell Butcher” (på engelska). National Football League. http://www.nfl.com/player/wendellbutcher/2510809/profile. Läst 9 maj 2018.
- ”Wendell Butcher Stats” (på engelska). Pro-Football-Reference.com. https://www.pro-football-reference.com/players/B/ButcWe20.htm. Läst 9 maj 2018.